# Sielsowiet Balszawik
Sielsowiet Balszawik (biał. Бальшавіцкі сельсавет, ros. Большевистский сельсовет) – sielsowiet na Białorusi, w obwodzie homelskim, w rejonie homelskim, z siedzibą w Balszawiku.

## Demografia
Według spisu z 2009 passowiet Balszawik i osiedle typu robotniczego Balszawik zamieszkiwało 2788 osób, w tym 2596 Białorusinów (93,11%), 123 Rosjan (4,41%), 46 Ukraińców (1,65%), 7 Romów (0,25%), 4 Azerów (0,14%), 2 Polaków (0,07%), 7 osób innych narodowości i 3 osoby, które nie podały żadnej narodowości.

## Geografia
Sielsowiet położony jest na północy rejonu homelskiego, przy granicy z rejonami budzkim i wieteckim. Od południa graniczy z eksklawą Homla. Przebiega przez niego linia kolejowa Homel – Żłobin – Mińsk.

## Historia
Sielsowiet Balszawik powstał 12 listopada 2013 z połączenia osiedla typu robotniczego Balszawik i passowietu Balszawik.

## Miejscowości
- osiedle typu robotniczego:
  - Balszawik
- wieś:
  - Rasswietnaja